# Bonnefoi

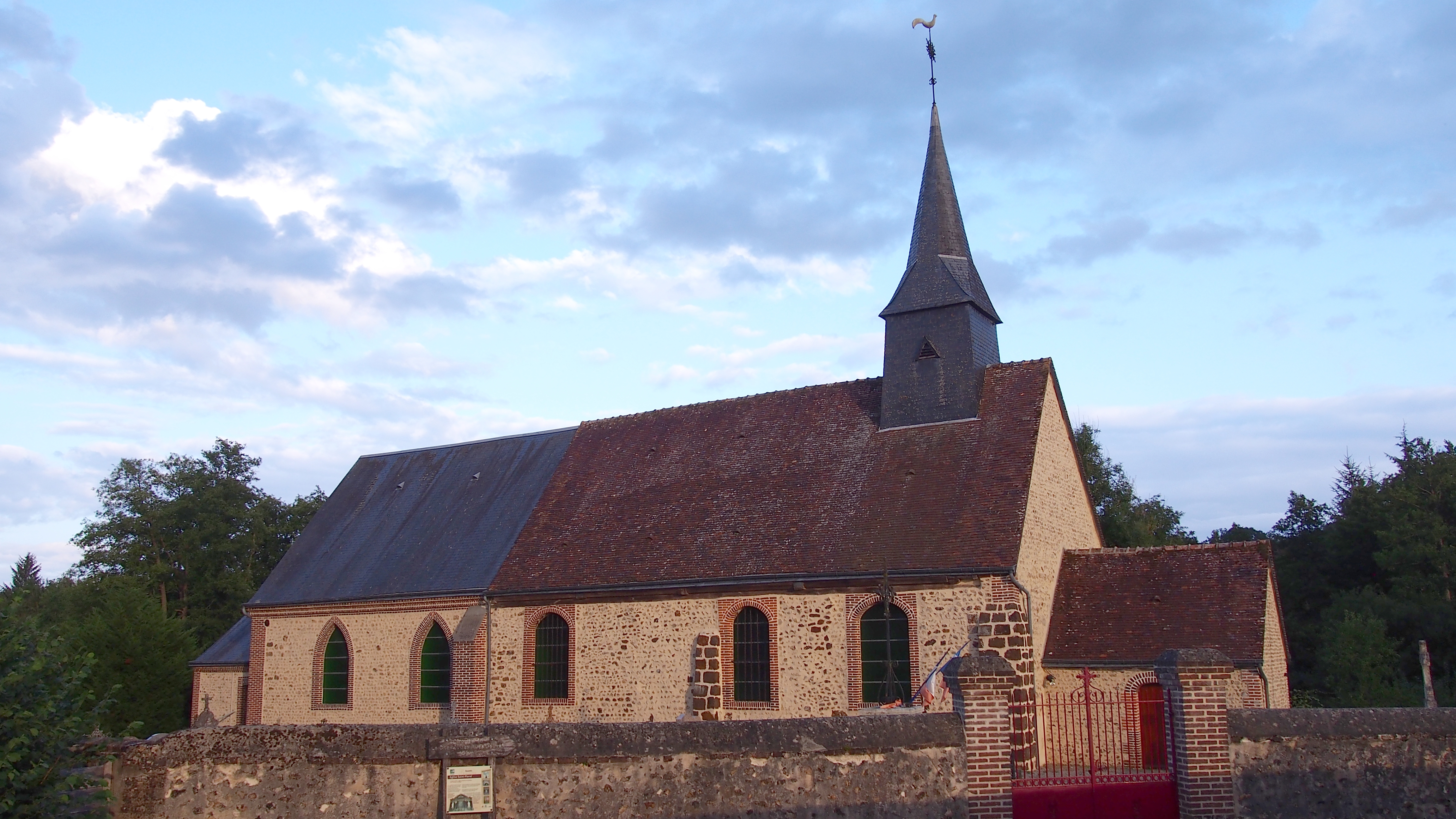
Die Kirche Saint-Pierre

Bonnefoi ist eine französische Gemeinde mit 189 Einwohnern (Stand: 1. Januar 2022) im Département Orne in der Region Normandie. Sie gehört zum Arrondissement Mortagne-au-Perche und zum Kanton Tourouvre au Perche. 
Nachbargemeinden sind Auguaise im Norden, Les Aspres im Nordosten, Les Genettes im Südosten, Bonsmoulins im Südwesten und La Ferrière-au-Doyen im Nordwesten.

## Bevölkerungsentwicklung
| Jahr      | 1962 | 1968 | 1975 | 1982 | 1990 | 1999 | 2008 | 2015 |
| --------- | ---- | ---- | ---- | ---- | ---- | ---- | ---- | ---- |
| Einwohner | 143  | 142  | 115  | 102  | 117  | 131  | 168  | 181  |